# Katie Chonacas
Katie Chonacas (* 11. November 1980 in Detroit, Michigan) ist eine US-amerikanische Schauspielerin und Model.

## Leben
Chonacas gewann den Titel Miss Michigan Teen Motor City und startete erfolgreich in einigen Sportwettbewerben. Sie debütierte in einer Folge der Fernsehserie Dance Fever aus dem Jahr 2003. Im Kriminalfilm Slingshot (2005) spielte sie neben David Arquette und Thora Birch eine der größeren Rollen. Im SF-Kurzfilm The Connection (2005) übernahm sie eine der beiden Hauptrollen.
Nach einigen weiteren Gastauftritten in Fernsehserien wie CSI: Den Tätern auf der Spur (2007) spielte Chonacas eine größere Rolle in der Horrorkomödie Killer Pad von Robert Englund aus dem Jahr 2008. Eine größere Rolle übernahm sie auch in der Horrorkomödie Triloquist (2008). In der Komödie Major Movie Star (2008) spielte sie neben Keiko Agena, Vivica A. Fox, Steve Guttenberg und Jessica Simpson. Im Kriminaldrama Bad Lieutenant – Cop ohne Gewissen (2009), bei dem Werner Herzog Regie führte, spielte sie eine kleinere Rolle neben Nicolas Cage in der Hauptrolle sowie Val Kilmer und Eva Mendes in weiteren Nebenrollen. Chonacas ist ebenfalls als Model tätig.

## Filmografie (Auswahl)
- 2004: CSI: New York (Folge 1x14 Blood, Sweat and Tears)
- 2005: Slingshot
- 2005: Strong Medicine: Zwei Ärztinnen wie Feuer und Eis (Strong Medicine, Folge 6x05 Dying Inside)
- 2005: The Connection (Kurzfilm)
- 2005: It’s Always Sunny in Philadelphia (Folge 1x03 Underage Drinking: A National Concern)
- 2006: Campus Ladies (Folge 1x05 No Means No)
- 2008: Killer Pad
- 2008: Triloquist
- 2008: Legacy
- 2008: Kurzer Prozess – Righteous Kill (Righteous Kill)
- 2008: Major Movie Star (Private Valentine: Blonde & Dangerous)
- 2009: Streets of Blood
- 2009: Bad Lieutenant – Cop ohne Gewissen (The Bad Lieutenant: Port of Call – New Orleans)
- 2009: A Perfect Getaway
- 2009: Dollhouse (Folge 2x11 Getting Closer)
- 2020–2021: Couples Therapy (16 Folgen)